# Breaking Me
Breaking Me è un singolo del DJ tedesco Topic e del cantante svedese A7S, pubblicato il 19 dicembre 2019.

## Tracce
Testi e musiche di Topic, Alexander Tidebrink, Molly Irvine e René Miller.
Download digitale, streaming
1. Breaking Me – 2:46

Download digitale, streaming – Riton Remix
1. Breaking Me (Riton Remix) – 3:22

Download digitale, streaming – RetroVision Remix
1. Breaking Me (RetroVision Remix) – 3:27

Download digitale, streaming – Hugel Remix
1. Breaking Me (Hugel Remix) – 2:51

Download digitale, streaming – Remixes EP
1. Breaking Me (Hugel Remix) – 2:51
2. Breaking Me (Riton Remix) – 3:22
3. Breaking Me (RetroVision Remix) – 3:27
4. Breaking Me (Acoustic Version) – 2:47

Download digitale, streaming – Mike Williams Remix
1. Breaking Me (Mike Williams Remix) – 3:06

Download digitale, streaming – Bruno Martini Remix
1. Breaking Me (Bruno Martini Remix) – 3:14

## Formazione
- Topic – produzione, missaggio
- A7S – voce
- Lex Barkey – mastering

## Successo commerciale
Nella pubblicazione del 16 maggio 2020 Breaking Me ha accumulato 2 milioni di stream tanto da raggiungere la 10ª posizione della Hot Dance/Electronic Songs. Nella stessa settimana è salita alla 5ª nella Dance/Mix Show Airplay.
Nel Regno Unito ha fatto il proprio ingresso al 98º posto della Official Singles Chart britannica nella pubblicazione del 23 aprile 2020. Cinque settimane dopo è salito al numero 15 vendendo 20 700 unità. Durante la settimana del 5 giugno 2020 all'11 giugno 2020 ha incrementato le proprie vendite a 33 444, salendo in questo modo dall'11ª posizione in top five. La settimana successiva, seppur declinando le unità vendute a 31 704, ha raggiunto il 4º posto. Grazie a 37 482 copie, ha in seguito raggiunto la 3ª posizione.
In Italia è stata la 2ª canzone più trasmessa dalle radio nel 2020.

## Classifiche

### Classifiche settimanali
| Classifica (2020-23) | Posizione massima |
| -------------------- | ----------------- |
| Australia            | 4                 |
| Austria              | 2                 |
| Belgio (Fiandre)     | 3                 |
| Belgio (Vallonia)    | 1                 |
| Bulgaria             | 1                 |
| Canada               | 9                 |
| Croazia              | 3                 |
| Danimarca            | 7                 |
| Estonia              | 10                |
| Finlandia            | 12                |
| Francia              | 14                |
| Germania             | 3                 |
| Grecia               | 5                 |
| Irlanda              | 3                 |
| Islanda              | 6                 |
| Italia               | 7                 |
| Lettonia             | 42                |
| Libano               | 2                 |
| Lituania             | 5                 |
| Moldavia             | 113               |
| Norvegia             | 9                 |
| Nuova Zelanda        | 7                 |
| Paesi Bassi          | 5                 |
| Polonia              | 2                 |
| Portogallo           | 1                 |
| Regno Unito          | 3                 |
| Repubblica Ceca      | 4                 |
| Romania              | 1                 |
| Russia               | 3                 |
| Slovacchia           | 4                 |
| Slovenia             | 1                 |
| Spagna               | 36                |
| Stati Uniti          | 53                |
| Svezia               | 11                |
| Svizzera             | 4                 |
| Ucraina              | 1                 |
| Ungheria             | 1                 |

### Classifiche di fine anno
| Classifica (2020) | Posizione |
| ----------------- | --------- |
| Australia         | 16        |
| Austria           | 5         |
| Belgio (Fiandre)  | 6         |
| Belgio (Vallonia) | 8         |
| Bulgaria          | 3         |
| Canada            | 34        |
| Croazia           | 10        |
| Danimarca         | 13        |
| Francia           | 42        |
| Germania          | 5         |
| Irlanda           | 15        |
| Islanda           | 17        |
| Italia            | 12        |
| Norvegia          | 17        |
| Nuova Zelanda     | 38        |
| Paesi Bassi       | 9         |
| Polonia           | 6         |
| Portogallo        | 15        |
| Regno Unito       | 15        |
| Romania           | 4         |
| Russia            | 15        |
| Slovenia          | 2         |
| Svezia            | 21        |
| Svizzera          | 4         |
| Ucraina           | 6         |
| Ungheria          | 3         |
| Classifica (2021) | Posizione |
| Australia         | 99        |
| Croazia           | 39        |
| Germania          | 66        |
| Islanda           | 71        |
| Portogallo        | 68        |
| Russia            | 102       |
| Svizzera          | 66        |
| Ucraina           | 6         |
| Ungheria          | 36        |
| Classifica (2022) | Posizione |
| Ucraina           | 115       |

### Classifiche di fine decennio
| Classifica (2020-29) | Posizione |
| -------------------- | --------- |
| Bielorussia          | 70        |
| Moldavia             | 122       |
| Russia               | 62        |
| Ucraina              | 20        |